# Tulván Gizella
Tulván Gizella (Nagyszalonta, 1949. július 17. —) erdélyi magyar zongoraművész, zenetudományi szakíró.

## Életútja, munkássága
Középfokú tanulmányait a nagyváradi Zenei és Képzőművészeti Líceumban végezte (1968), zongora szakon, majd Bukarestben a Ciprian Porumbescu Konzervatóriumban, zongora főszakon szerzett főiskolai diplomát (1972). Előbb a kolozsvári Zenelíceumban (1975-ig), majd a bukaresti Dinu Lipatti és George Enescu Zenelíceumokban tanított zongorát; 1993-tól a bukaresti Nemzeti Zeneegyetemen adjunktus, az ének tanszéken zongorakísérő. Doktori disszertációját a 20. század első felében Magyarországon és Romániában született, folklórból inspirált dalokról 2005-ben védte meg Bukarestben.
Számos kamarazene-hangversenyen szerepelt Bukarestben és Nagyváradon, valamint a Román Rádió és a Román Televízió műsoraiban.

## Kötete
- Scurtă istorie comparată a muzicii maghiare şi româneşti în context istoric şi european (Bukarest, 2007).